# NGC 7231
NGC 7231 is een balkspiraalstelsel in het sterrenbeeld Hagedis. Het hemelobject werd op 24 oktober 1786 ontdekt door de Duits-Britse astronoom William Herschel.

## Synoniemen
- UGC 11951
- ZWG 530.17
- IRAS 22104+4504
- PGC 68285